# JtR1888
JtR1888 is een album van Magoria, uitgebracht door Butler Records in 2019. Het is een conceptalbum dat het verhaal vertelt over een complottheorie rondom de moorden van Jack the Ripper, die plaatsvonden in de periode 1888-1891.

## Personeel
Vocalisten
- Rodney Blaze - Jack the Ripper
- Maria Catharina - Mary Jane Kelly
- Inge Rijnja - Catherine Eddowes
- Zora Cock - Story teller
- Peter Strykes - Inspector Abberline
- Nadine Pruim - Annie Crook
- Mirjam van Doorn - Queen Victoria
- Jan-Willem Ketelaers - Prince Victor
- Sonny Pruim - Netley

Instrumentalisten
- Mark Bogert - Elektrische en akoestische gitaar, piano
- Koen Stam - Piano, Synthesizer, Keys
- Peter Vink (muzikant) - Basgitaar
- Harmen Kieboom - Drums
- Cleem Determeijer - Piano
- Matthijs Kieboom - Orkest

Koor
- Nini Veltman - Soprano
- Leanne de Roo - Alt
- Twan Kieboom - Tenor
- Damian Petrus - Bas

Technici
- Jan Dekker - Opname
- Joost van den Broek - Mixage

| Nr. | Titel                             | Duur |
| --- | --------------------------------- | ---- |
| 1.  | Whitechapel                       | 2:58 |
| 2.  | Legend of The Serial Killer Scene | 7:56 |
| 3.  | Price Albert Victor 'Eddy'        | 5:07 |
| 4.  | Mary Ann Nichols                  | 3:29 |
| 5.  | Abberline                         | 5:44 |
| 6.  | Annie Chapman                     | 5:46 |
| 7.  | Don't Mention His Name            | 4:50 |
| 8.  | More To Life Than This            | 3:54 |
| 9.  | Queen Victoria                    | 5:06 |
| 10. | Confrontation                     | 5:03 |

| Nr. | Titel                     | Duur |
| --- | ------------------------- | ---- |
| 1.  | Overture JtR1888          | 3:38 |
| 2.  | Day By Day                | 4:31 |
| 3.  | Let Her Be Safe           | 7:19 |
| 4.  | Pub                       | 1:09 |
| 5.  | Dignified Woman           | 2:51 |
| 6.  | Annie Crook               | 4:32 |
| 7.  | Catherine Eddowes         | 4:20 |
| 8.  | From Hell                 | 4:04 |
| 9.  | Last Night in Whitechapel | 2:38 |
| 10. | Mary Jane Kelly           | 4:10 |
| 11. | Freedom of London         | 5:55 |